# Ademola Adeshina
Ademola Adeshina (ur. 4 czerwca 1964 w Oshogbo) – nigeryjski piłkarz grający na pozycji pomocnika. W swojej karierze rozegrał 47 meczów i strzelił 9 goli w reprezentacji Nigerii.

## Kariera klubowa
Swoją karierę piłkarską Adeshina rozpoczął w klubie Abiola Babes FC, w barwach którego zadebiutował w nigeryjskiej pierwszej lidze W 1982 roku przeszedł do Shooting Stars FC i grał w nim do 1988 roku. W 1983 roku wywalczył z nim mistrzostwo Nigerii. W sezonie 1988/1989 grał w belgijskim Germinalu Ekeren, a w 1989 wrócił do Shooting Stars. W latach 1991–1996 występował w belgijskim AC Hemptinne-Eghezée.

## Kariera reprezentacyjna
W reprezentacji Nigerii Adeshina zadebiutował 7 marca 1982 roku w wygranym 3:0 grupowym meczu Pucharu Narodów Afryki 1982 z Etiopią, rozegranym w Brazzaville. W tym turnieju zagrał również w dwóch innych meczach grupowych: z Algierią (1:2) i z Zambią (0:3).
W 1984 roku Adeshina był w kadrze Nigerii na Puchar Narodów Afryki 1984, na którym zagrał w trzech meczach: grupowym z Malawi (2:2), półfinałowym z Egiptem (2:2, k. 10:9) i finałowym z Kamerunem (1:3). Z Nigerią wywalczył wicemistrzostwo Afryki.
W 1988 roku Adeshinę powołano do kadry na Puchar Narodów Afryki 1988. Wystąpił na nim w czterech meczach: grupowych z Kenią (3:0), z Kamerunem (1:1) i z Egiptem (0:0) oraz w półfinale z Algierią (1:1, k. 9:8). Z Nigerią ponownie został wicemistrzem Afryki. W tym samym roku wziął udział w Igrzyskach Olimpijskich w Seulu.
W 1990 roku Adeshina został powołany do kadry na Puchar Narodów Afryki 1990. Na tym turnieju wystąpił w czterech meczach: grupowych z Algierią (1:5) i z Egiptem (0:1), półfinałowym z Zambią (2:0) i finałowym z Algierią (0:1). Z Nigerią wywalczył wicemistrzostwo Afryki. W kadrze narodowej grał do 1990 roku. Rozegrał w niej 47 meczów i strzelił 9 bramek.